# Tearaway Unfolded
Tearaway Unfolded es un videojuego de aventuras y plataformas de 2015 desarrollado por Media Molecule y Tarsier Studios y publicado por Sony Computer Entertainment para la PlayStation 4. Anunciado en Gamescom 2014, el juego lanzado en todo el mundo en septiembre de 2015 (octubre en Japón), es un remake ampliado del juego de PlayStation Vita de 2013 Tearaway, que había sido desarrollado originalmente por Media Molecule.
Al igual que en el original, el jugador controla al mensajero Iota o Atoi (ambos juegan de forma idéntica, con la única diferencia del género; Iota es hombre mientras que Atoi es mujer) que tiene la tarea de entregar un mensaje a un portal que se ha abierto misteriosamente en el cielo, mostrando al jugador (denominado "El Tú" en el juego). Junto con el Tú, los enemigos están invadiendo el mundo a través de la apertura. A lo largo de la aventura, el mensajero atravesará muchos niveles nuevos y modificados para llegar al portal y salvar su mundo de papel.
Tearaway Unfolded es una nueva versión ampliada del ganador BAFTA Tearaway. Hecha desde cero para aprovechar todas las funciones exclusivas de DualShock 4 y con un mundo mucho más grande y bonito para explorar que funciona a 1080p y 60 fps.

## Características especiales
- Elige entre Iota o Atoi - Puedes elegir jugar como el personaje alternativo a tu elección una vez que empieces el juego.
- Luz guía - Pulsando L2 o R2 en las zonas oscuras, el jugador puede hacer brillar un flash de luz que puede afectar al mundo y a los personajes de diferentes maneras.
- El jugador puede utilizar el panel táctil del mando para controlar el viento y hacer que Atoi rebote.
- Si inclinas el mando hacia arriba, el mensajero puede lanzar objetos y ciertas criaturas, como una ardilla, y dispararles a las cosas. Acariciar el panel táctil en estos momentos hace que el mando imite a la criatura capturada.
- Los jugadores dibujan en el "tapete de corte" usando el panel táctil. O pueden dejar que otra persona cree objetos a través de la "aplicación complementaria" utilizando la función de juego remoto de la PS Vita o la aplicación móvil.
- Los jugadores que no tengan la cámara PS4 pueden usar su PS Vita para tomar fotos a través de la función Remote Play.

## Premios
Tearaway Unfolded ha recibido 2 premios incluyendo:
- Sixth Axis: Game of the Year: Best Platformer (2015)
- Official PlayStation Magazine: Best Platformer (2015)[2]

## Recepción
Tras su lanzamiento, Tearaway Unfolded tuvo una acogida positiva por parte de la crítica. En los sitios web de análisis GameRankings y Metacritic, el juego tiene una puntuación de 82,22% basada en 27 análisis, y un 81/100 de 70 críticos respectivamente.

## Ventas
Tearaway Unfolded fue considerado un fracaso comercial. Aunque no se publicaron las cifras de ventas en el mercado norteamericano, no consiguió situarse en ninguna de las listas de ventas semanales, mensuales o de fin de año. En el Reino Unido, el juego debutó en el puesto 33 de las listas de ventas semanales, por debajo de las expectativas. Sin embargo, esta estadística no incluía las copias adquiridas a través de PlayStation Store.